# مطلع البدور ومجمع البحور (كتاب)
مطلع البدور ومجمع البحور هو كتاب من تأليف صفي الدين أحمد بن صالح بن محمد بن أبي الرجَّال، وهو حاوٍ لعدد كبير من تراجم شيوخ الزيديَّة، ويقع في عدَّة مجلدات.